# الإعاقة في الصومال

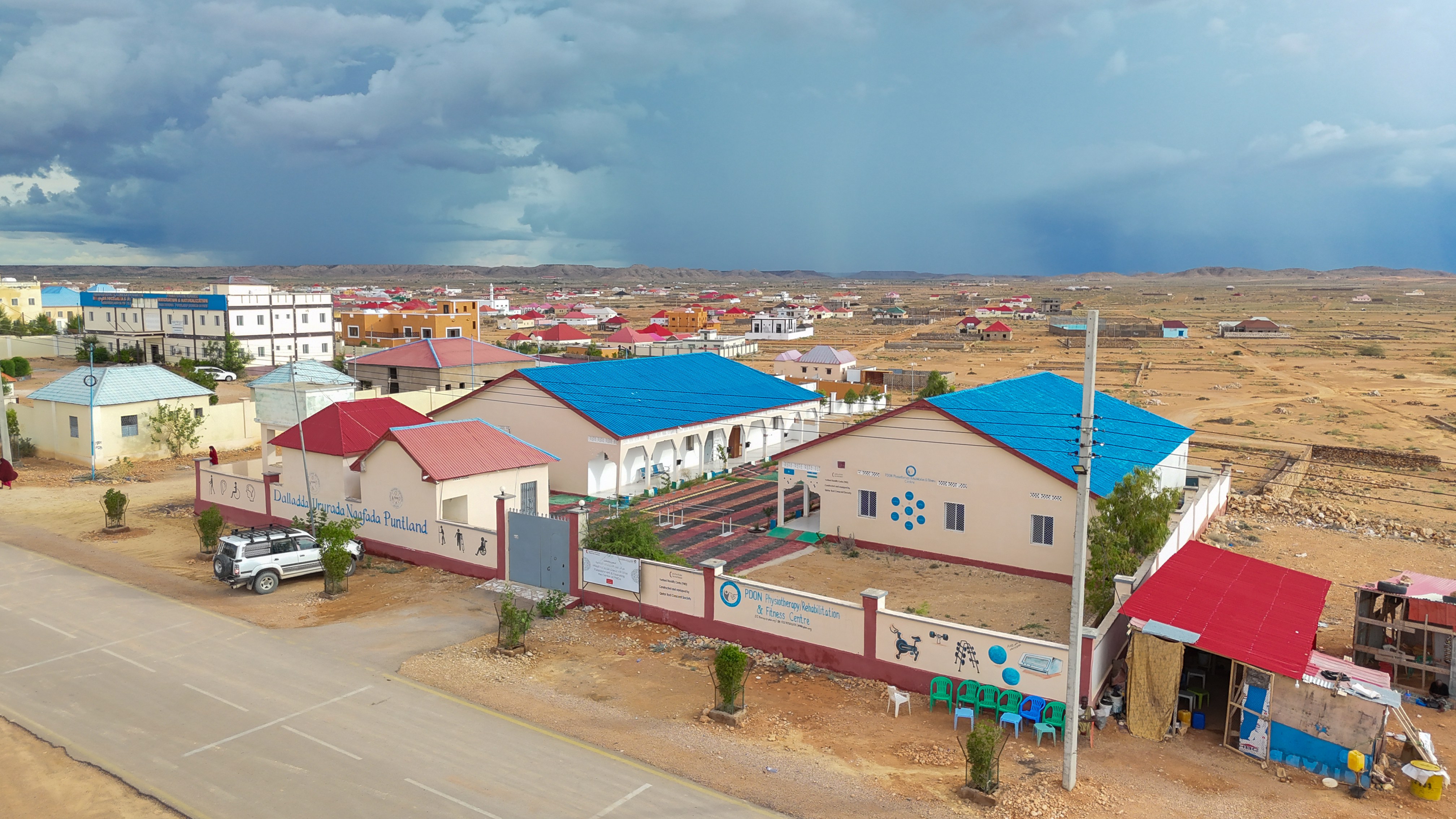
دالادا أورورا نافادا بونتلاند وهي منظمة غير حكومية مقرها غاروي بالصومال

تشير الإعاقة في الصومال إلى الشؤون ذات الصلة بالأشخاص ذوي الإعاقة في الصومال.

## إحصائيات
اعتبارًا من عام 2020 هناك حوالي 5% من سكان الصومال يعانون من درجات متفاوتة من الإعاقة. وأنواع الإعاقة الموجودة في الصومال هي الجسدية (26٪) والبصرية (15٪) والسمعية (12٪) والعقلية (12٪) والكلام (6٪) والفكرية (5٪) وغيرها (24٪).

## منظمات ذوي الإعاقة
- الجمعية الوطنية الصومالية للصم

رابطة الصم الوطنية الصومالية (سوناد) هي الرابطة الوطنية للصم في الصومال والتي تأسست في أبريل 2007. تتمثل مهمة سوناد في ضمان تمتع الأشخاص الصم في الصومال بحقوق مثل أي مواطن صومالي آخر. وتعمل هذه المنظمة على تعزيز لغة الإشارة الصومالية وتعليم الصم وحقوق الإنسان. حيث يقع مقر سوناد في مقديشو. وسوناد أيضا عضو في الاتحاد العالمي للصم.
- مكتب الهلال الأحمر القطري في الصومال

قد انتهى مؤخراً من تنفيذ مشروع تجهيز وتشغيل مركز صحي للمعاقين في مدينة جروى بإقليم بونت لاند، وذلك لخدمة 2,250 شخصاً من ذوي الاحتياجات الخاصة، بتمويل من الإدارة العامة للأوقاف بوزارة الأوقاف والشؤون الإسلامية في دولة قطر.

## أشخاص بارزين
هامزي إسماعيل عبدالله يستخدم الكرسي المتحرك بعد حادث سيارة تعرّض خلاله لإصابة بليغة في النخاع الشوكي. وفي عام 2011 أسس منظمة "ديو" لرعاية ذوي الإعاقة في مدينة هرجيسا بالصومال، وهي منظمة محلية غير ربحية تعمل على تعزيز وتطوير التعليم والرعاية الصحية وتوفير مختلف فرص العمل للأشخاص ذوي الإعاقة، كما تحارب المنظمة أيضاً كافة أشكال التمييز ضدهم.
في العام 2015 ونتيجة لجهوده المجتمعية المتميزة اختارته الحكومة الأمريكية لزمالة مبادرة مانديلا واشنطن للقادة الأفارقة الشباب في جامعة ديلاوير بالولايات المتحدة الأمريكية. وفي العام 2016 كرمته وزارة الخارجية البريطانية وشؤون الكومنولث بمنحة لدراسة الماجستير في جامعة بريستول بالمملكة المتحدة.

## الموقف القانوني
الدستور الصومالي الانتقالي ينصُّ على حقوق ذوي الاحتياجات الخاصة وتنص المادة ١١ كالتالي:
1. أنّ لجميع المواطنين حقوق وواجبات متساوية أمام القانون بغض النظر عن الجنس أو الدين أو الوضع الاجتماعي أو الاقتصادي أو الفكري أو السياسي أو العشائري أو الإعاقة أو المهنة أو المولد أو اللهجة.
2. أي فعل تكون نتيجته اعتراض أو تضييق حق الشخص يعتبر تمييزا حتى لو لم يكن الفعل متعمدا.
3. لا يجوز للحكومة القيام بالتمييز ضد أي شخص على أساس السن أو العرق أو اللون أو القبيلة أو الإثنية أو الثقافة أو اللهجة أو الجنس أو المولد أو الإعاقة أو الدين أو الرأي السياسي أو المهنة أو الثروة.
4. يجب ألا تعتبر برامج الحكومة تمييزا مثل القوانين والإجراءات السياسية والإدارية الموضوعة لتحقيق المساواة التامة من أجل الأفراد.